# Josef Šroubek
Josef Šroubek (Praga, 2 dicembre 1891 – Praga, 29 agosto 1964) è stato un calciatore e hockeista su ghiaccio cecoslovacco, di ruolo attaccante.